# Julius Baron

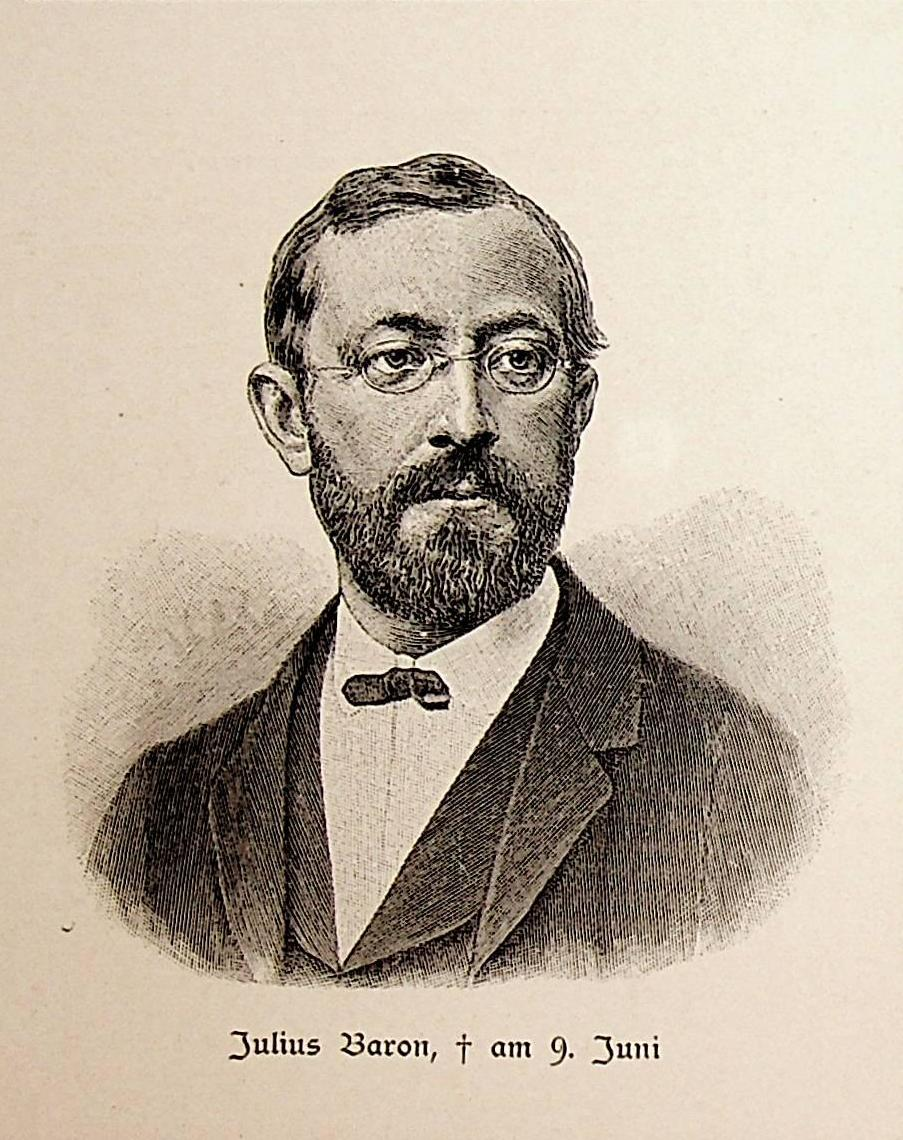
Julius Baron

Julius Baron (* 1. Januar 1834 in Festenberg; † 9. Juni 1898 in Bonn) war ein deutscher Rechtswissenschaftler, Rechtshistoriker und Pandekt. Baron war Professor der Rechte an den Universitäten in Berlin, Greifswald, Bern und Bonn.

## Leben
Julius Baron kam aus einem jüdischen Elternhaus. Er besuchte von 1845 bis 1851 das Oelser Gymnasium und das Maria-Magdalenen-Gymnasium in Breslau. Nach einem Studium der Rechtswissenschaften an den Universitäten in Breslau und Berlin promovierte Baron im Juni 1855 an der Berliner Universität mit der Dissertation De iudiciorum constitutione in veteris Saxoniae urbibus zum Doktor beider Rechte.
1859 wurde er als Assessor in den preußischen Justizdienst übernommen. Als solcher war er am Stadtgericht Berlin und beim preußischen Justizministerium beschäftigt. Als Mitarbeiter im Justizministerium war er an der Ausarbeitung des Entwurfs der neuen Zivilprozessordnung beteiligt. Bereits im April 1860 habilitierte er sich an der juristischen Fakultät der Universität Berlin als Privatdozent für Römisches Recht und Preußisches Landrecht. Im gleichen Jahr veröffentlichte er sein Werk Abhandlungen aus dem Preußischen Recht und 1864 Die Gesammtrechtsverhältnisse im Römischen Recht. 1866 bat er um seine Entlassung aus dem Justizdienst, um sich ganz der akademischen Laufbahn widmen zu können.
1869 erhielt er eine außerordentliche Professur an der Berliner Universität. Trotz seiner Lehrtätigkeit fand er Zeit für weitere rechtswissenschaftliche Veröffentlichungen. 1872 erschien sein viel beachtetes Lehrbuch Pandekten, das er immer wieder neu bearbeitete und erweiterte und das neun Auflagen erlebte, sowie 1874 Das Heirathen in alten und neuen Gesetzen. 1873 war er Mitautor der Festschrift für den Rechtswissenschaftler August Wilhelm Heffter.
Ostern 1880 folgte Baron dem Ruf als ordentlicher Professor der Rechte an die Universität Greifswald. In seine Greifswalder Zeit fiel die Veröffentlichung des ersten Teils Die Kondiktionen (1881) und des zweiten Teils Die adjektivischen Klagen (1882) seines mehrbändigen Werkes Abhandlungen aus dem Römischen Zivilprozess. Der dritte und letzte Teil Der Denuntiationsprozeß wurde 1887 veröffentlicht. Auf Grund des Erfolges seiner Pandekten erhielt er 1883 eine ordentliche Professur der Rechte an der Universität Bern. Dort führte er eine neue Lehrmethode ein, das Seminar. An Stelle der klassischen Vorlesungen setzte er auf die aktive Mitarbeit der Studenten. 1885 erschien sein juristisches Gutachten in Streitsachen der Tunnelbauunternehmung Favre über die Probleme von Louis Favre beim Bau des Gotthardtunnels und 1892 das Gutachten betreffend die Ansprüche aus dem Mönchensteiner Eisenbahnunglück vom 14. Juni 1891. Bei dem Unglück, der bis heute größten Eisenbahnkatastrophe der Schweiz, stürzte die von Gustave Eiffel erbaute Eisenbahnbrücke über die Birs mit einem fahrenden Zug ein. 78 Personen kamen dabei ums Leben, 131 wurden verletzt. Zur Jubiläumsfeier 800 Jahre Gründung der Universität Bologna 1888 überreichte er seine Arbeit Franz Hotmans Antitribonian als Festschrift der Berner Universität.
1888 ging er als ordentlicher Professor an die Universität Bonn und wirkte dort bis zu seinem Tod. Sein Lehrstuhl umfasste Römisches Recht, Preußisches Recht, Zivilprozessrecht und Enzyklopädie. Baron wurde zu den Kathedersozialisten gezählt, die um eine Lösung der sozialen Probleme im Zivilrecht bemüht waren. Er veröffentlichte weiterhin juristische Werke, kleinere Aufsätze publizierte er oftmals in der Deutschen Juristenzeitung, in Westermanns Monatsheften und in der Zeitschrift Nord und Süd. 1892 gab er noch die Festschrift Peregrinenrecht und ius gentium zum 50-jährigen Doktorjubiläum von Rudolph von Jhering heraus.
Julius Baron starb am 9. Juni 1898, im Alter von 64 Jahren, in Bonn. Testamentarisch bestimmte Baron, der selbst Vegetarier war, eine bedeutende Summe seines Vermögens zur Gründung eines vegetarischen Kinderhauses in Berlin, Breslau oder Festenberg. Von der Berliner Stadtverordnetenversammlung wurde diese Vergabe jedoch abgelehnt, vom Magistrat der Stadt Breslau aber angenommen. Seine umfangreiche juristische Bibliothek vererbte er der Universität Bern.

## Veröffentlichungen (Auswahl)
- De iudiciorum constitutione in veteris Saxoniae urbibus. (Dissertationsschrift) Berlin 1855.
- Abhandlungen aus dem Preußischen Recht. Berlin 1860. (Digitalisat.)
- Die Gesammtrechtsverhältnisse im Römischen Recht. Marburg 1864. (Digitalisat.)
- Das Budgetrecht des Reichstages. Berlin 1867.
- Pandekten. Leipzig 1872. (Digitalisat.)
- Das Heirathen in alten und neuen Gesetzen. Berlin 1874. (Digitalisat.)
- Angriffe auf das Erbrecht. Mit einer Nachschrift über die social-democratischen Wahlen. Berlin 1877.
- Abhandlungen aus dem Römischen Zivilprozess. 3 Bände, Berlin 1881 bis 1887
- Geschichte des römischen Rechts. Berlin 1884.
- Peregrinenrecht und ius gentium. Festschrift zum 50jährigen Doctorjubiläum von Rudolph von Jhering. Leipzig 1892.